# Pyrrhos (Patriarch)
Pyrrhos († 1. Juni 654 in Konstantinopel) war Patriarch von Konstantinopel vom 20. Dezember 638 bis zum 29. September 641 und erneut vom 9. Januar bis 1. Juni 654.
Pyrrhos war einer der nachhaltigsten Verfechter des Monotheletismus. Bei den Unruhen nach dem Tod von Kaiser Herakleios wurde er gestürzt und nach Afrika verbannt. Pyrrhos kehrte unter Martina und Heraklonas aus der Verbannung zurück. Er wurde mit den beiden gestürzt und zum zweiten Mal nach Afrika verbannt oder floh dorthin. Er führte im Juli 645 eine Glaubensdiskussion mit Maximos Homologetes (Disputatio cum Pyrrho), an der der byzantinische Exarch von Karthago, Gregor teilnahm.
Pyrrhos wurde auf einer Reise nach Rom etwa um das Jahr 647 von Papst Theodor I. in Ehren empfangen, da er dem Monotheletismus abgeschworen hatte. Er kehrte über Ravenna nach Konstantinopel zurück und erklärte sich erneut für den Monotheletismus.
Dafür wurde er vom Papst anathematisiert (erneut auf dem Laterankonzil 649). Er amtierte 654 noch einmal fünf Monate als Patriarch starb zu Pfingsten 654.